# Coilochilus
Coilochilus là một chi thực vật có hoa trong họ, Orchidaceae.